# Chitrakoot (divisie)

Ligging in Uttar Pradesh

Chitrakoot is een divisie binnen de Indiase deelstaat Uttar Pradesh. Deze divisie bestaat uit de volgende vier districten:
- Banda
- Chitrakoot
- Hamirpur
- Mahoba